# Willem van Croÿ (aartsbisschop)
Willem van Croÿ (1497 - Worms, 7 januari 1521), bekend als Guillaume de Croÿ in het Frans, William of Croÿ in het Engels en Guillermo de Croÿ in het Spaans was aartsbisschop van Toledo vanaf 1517.

## Jeugdjaren
Willem van Croÿ was de zoon van Hendrik van Croÿ (1455-1514) en Charlotte de Chateaubriand (†1509). Hij was de oudere broer van Karel van Croÿ die bisschop van Doornik werd. Verder was hij de neef van Willem van Croÿ (1458-1521), een van de belangrijkste adviseurs van de jonge Karel die keizer Karel V werd.
Aangezien De Croÿ voor de geestelijke staat was voorbestemd, werd hij al jong tot bisschop van Kamerijk benoemd. Dit verschafte hem een mooi inkomen zonder verplichting om in zijn bisdom te zetelen en werken. Hij werd in mei 1517 tot kardinaal verheven. Dat belette niet dat hij nog moest studeren. Dat deed hij met onder andere Juan Luis Vives als privé-leraar, terwijl hij daarnaast cursussen volgde in Leuven.

## Aartsbisschop

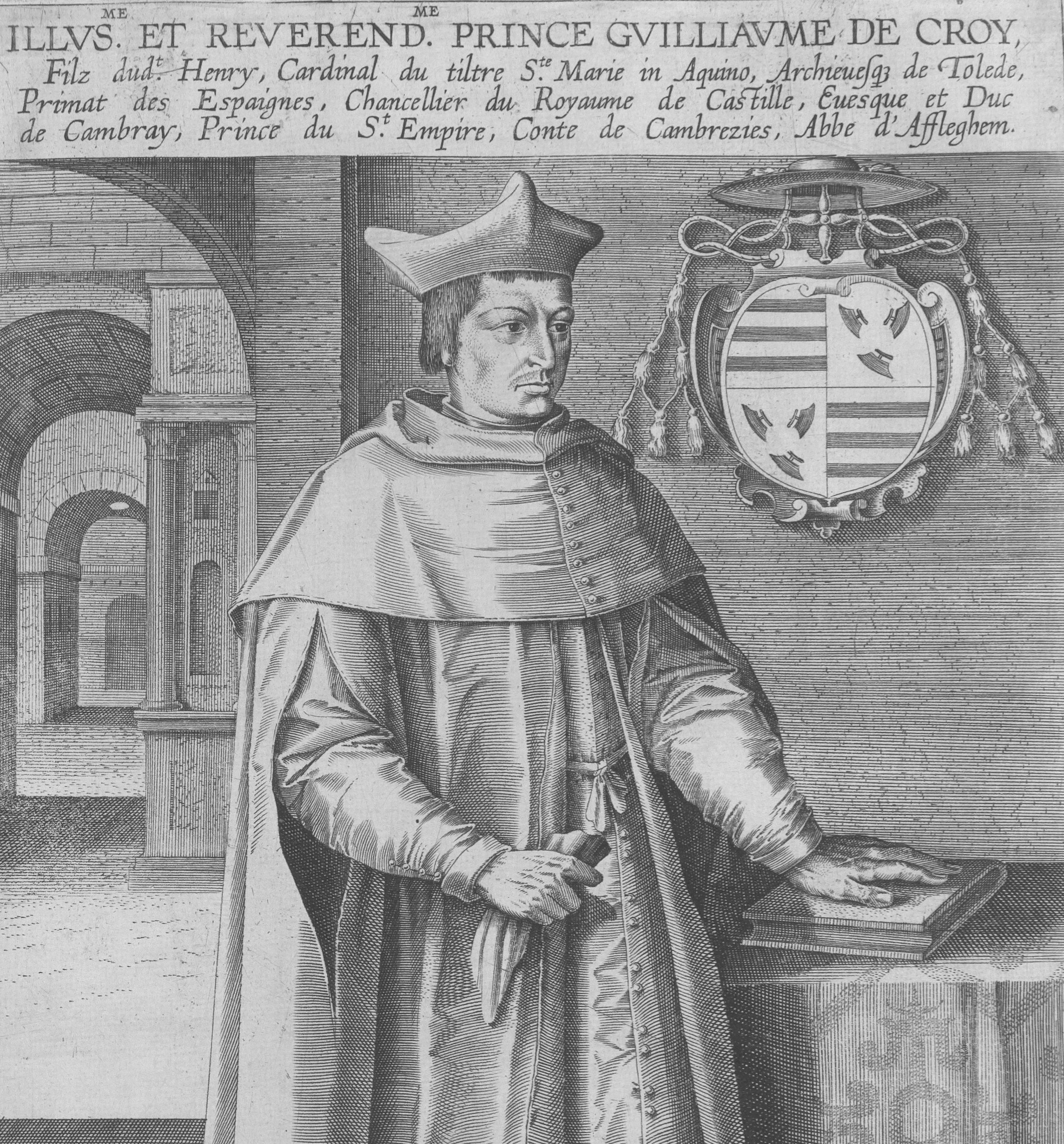
Gravure van aartsbisschop Willem van Croÿ door Jacques de Bye, ca. 1610

Op 8 november 1517 overleed kardinaal Francisco Jiménez de Cisneros, de aartsbisschop van Toledo. Het aartsbisdom Toledo verleende aan de aartsbisschop het privilege aan het hoofd te staan van het rijkste en machtigste bisdom in Spanje. Ook al waren er andere hooggeplaatste kandidaten voor de opvolging, slaagde de raadsman van keizer Karel er de dag na het overlijden in om zijn neef te doen benoemen als opvolger. Dit werd niet voor januari 1518 officieel, want er was een probleem: koningin Isabella van Castilië had een besluit uitgevaardigd dat bepaalde dat er geen kerkelijke officies aan buitenlanders mochten worden toegekend. Dit werd omzeild door De Croÿ eerst tot Spanjaard te naturaliseren. Van paus Leo X verkreeg hij ontzegging van de verplichting in zijn bisschoppelijke stad te resideren. Dit was zo voor Kamerijk, dit werd ook zo voor Toledo.
Het protest tegen de benoeming van een vreemde jonge man was algemeen. Tot in de Cortes werden petities tegen de benoeming besproken en werd geëist dat De Croÿ minstens in zijn bisschopsstad zou gaan wonen. Dat deed hij nooit. Het schandaal van deze benoeming was een van de elementen die aanleiding gaven tot de Opstand van de 'Comuneros' in 1520.

## Overlijden
De Croÿ was begin 1521 in het gevolg van keizer Karel in Worms. Daar werden in de Rijksdag onderhandelingen gevoerd die betrekking hadden op Maarten Luther. Hij overleed er op 6 januari na een val van zijn paard tijdens een jachtpartij. Spanje reageerde verheugd op zijn dood. Alonso de Santa Cruz, historiograaf van Filips II schreef dat het een rechtvaardig Godsoordeel was.
De Croÿs stoffelijk overschot werd in de Sint-Pieterskerk in Leuven begraven. Zijn oom Willem, die in Heverlee een kasteel had gebouwd dat zou evolueren tot het Arenbergkasteel, had in zijn testament de bouw van een celestijnenklooster voorzien naast zijn kasteel. Toen dit klaar kwam, werd in 1528 een mausoleum opgericht voor kardinaal De Croÿ. Dit (enigszins gehavende) mausoleum bevindt zich in de Sint-Jozefskapel van de Kapucijnenkerk in Edingen.